# جاشوا سینکلر
جاشوا سینکلر (انگلیسی: Joshua Sinclair؛ زادهٔ ۷ مهٔ ۱۹۵۷) بازیگر، تهیه‌کننده، نویسنده، کارگردان و فیلم‌نامه‌نویس اهل ایالات متحده آمریکا است.
از فیلم‌های او می‌توان به آن قطار زرهی لعنتی اشاره کرد.